# 豪森环形山

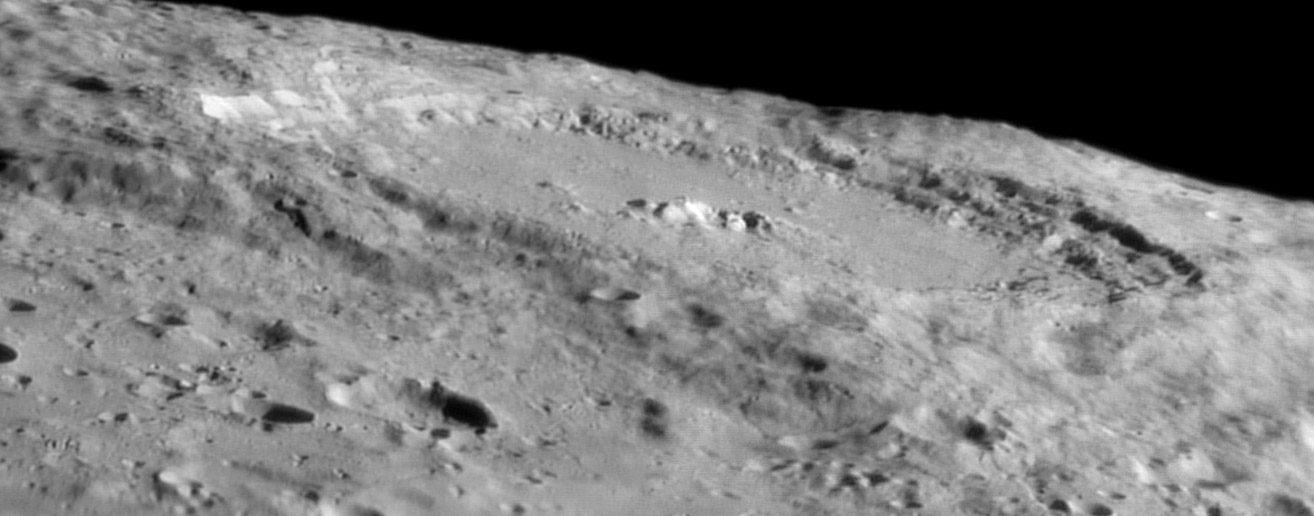
弗里德里克·摩尔门从地球上拍摄的豪森环形山照片

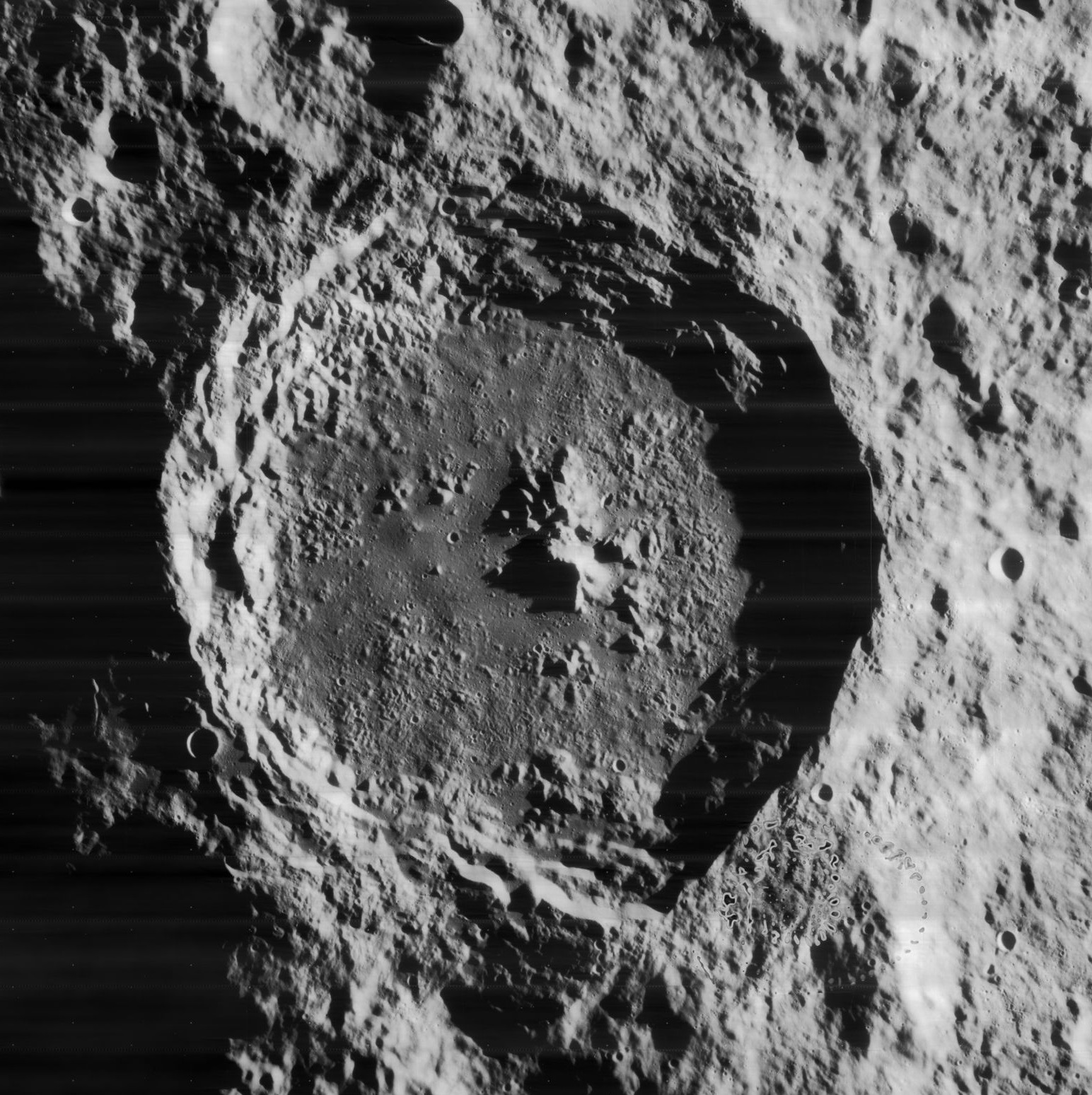
月球轨道器4号拍摄的图像(右下角的斑点是原图中的瑕疵)

豪森环形山（Hausen）是位于月球正面南半部一座年轻的大撞击坑，约形成于32-11亿年前的爱拉托逊纪，其名称取自德国天文学家克里斯蒂安·奥古斯特·豪森（Christian August Hausen，1693年-1743年），1961年被国际天文学联合会批准接受。

## 描述
该陨坑位于形成于酒海纪期，直径630公里的孟德尔-里德伯盆地以南，西侧毗邻匹兹伐环形山、东侧与更大的环壁平原-巴伊环形山相接壤，皮拉特尔环形山和沙佩环形山位于它的北面，南面横亘了勒让蒂环形山和波尔兹曼环形山，而相对较小的德费尔环形山则坐落在它的西南偏西方。该陨坑中心月面坐标为65°07′S 88°29′W / 65.11°S 88.49°W，直径163.24公里，深度约3公里。
豪森环形山外观大体圆状，东南偏南侧向外凸出。坑壁略有磨损，但边缘轮廓清晰，西南外侧壁覆盖有一座小杯状坑。陨坑内壁较平缓，南北二侧分布有明显的阶地状结构，而东西二面则不太规则，沿东南段显示有坍塌形成的陡峭边沿。它的坑壁最大高出周边地形1800米，坑内地表大体平坦，部分地区较为崎岖，中心点稍偏东矗立着一系列呈南北向延伸，被山谷隔开的中央峰和山脊，在它们的东南是一列连绵、嶙峋的低矮山峦，而南面则聚集着一群小山丘。
由于该环形山靠近月球西南边沿，其外观因透视作用会有所变形，且能见度受制于月球摄动的影响，即便在最佳的观察条件下，也只能看到它的边沿。

## 卫星陨石坑
下列卫星坑已被国际天文学联合会重新命名:
- 卫星坑“豪森 A”1994年更名为沙佩环形山；
- 卫星坑“豪森 B”1991年更名为皮拉特尔环形山。

## 另请参阅
- Andersson, L. E.; Whitaker, E. A. . NASA RP-1097. 1982.
- Blue, Jennifer. . USGS. July 25, 2007  [2007-08-05]. （原始内容存档于2015-05-26）.
- Bussey, B.; Spudis, P. . New York: Cambridge University Press. 2004. ISBN 978-0-521-81528-4.
- Cocks, Elijah E.; Cocks, Josiah C. . Tudor Publishers. 1995. ISBN 978-0-936389-27-1.
- McDowell, Jonathan. . Jonathan's Space Report. July 15, 2007  [2007-10-24]. （原始内容存档于2015-01-12）.
- Menzel, D. H.; Minnaert, M.; Levin, B.; Dollfus, A.; Bell, B. . Space Science Reviews. 1971, 12 (2): 136–186. Bibcode:1971SSRv...12..136M. doi:10.1007/BF00171763.
- Moore, Patrick. . Sterling Publishing Co. 2001. ISBN 978-0-304-35469-6.
- Price, Fred W. . Cambridge University Press. 1988. ISBN 978-0-521-33500-3.
- Rükl, Antonín. . Kalmbach Books. 1990. ISBN 978-0-913135-17-4.
- Webb, Rev. T. W.  6th revised. Dover. 1962. ISBN 978-0-486-20917-3.
- Whitaker, Ewen A. . Cambridge University Press. 1999. ISBN 978-0-521-62248-6.
- Wlasuk, Peter T. . Springer. 2000. ISBN 978-1-85233-193-1.